# Coleobonzia kuznetzovi
Coleobonzia kuznetzovi är en spindeldjursart som först beskrevs av Sergeyenko 2005.  Coleobonzia kuznetzovi ingår i släktet Coleobonzia och familjen Cunaxidae. Inga underarter finns listade i Catalogue of Life.